# Gaston Tissandier
Gaston Tissandier (n. 20 noiembrie 1843, Paris, Franța – d. 30 august 1899, Paris, Île-de-France, Franța) a fost un chimist, meteorolog, aviator și editor francez. Ar putea fi considerat și aventurier din moment ce a reușit să scape cu un balon din Parisul asediat de germani în septembrie 1870. El a fondat și editat revista științifică La Nature și a scris mai multe cărți.
Fratele său a fost ilustratorul Albert Tissandier. Fiul său, Paul, a devenit un aviator bine-cunoscut.

## Biografie

Gaston și Albert Tissandier în dirijabilul lor ce era alimentat cu energie electrică, 8 octombrie 1883, Auteuil-Neuilly-Passy, Paris

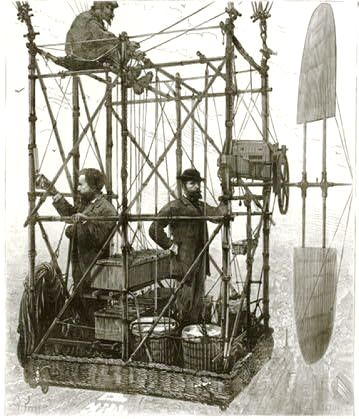
Albert Tissandier (stânga) și Gaston Tissandier, plus un bărbat neidentificat

Gaston Tissandier s-a născut la Paris în anul 1843. A studiat chimia și în 1864 a devenit șeful laboratorului experimental al Union nationales. El a fost, de asemenea, profesor la Asociația politehnică. Interesul său în domeniul meteorologiei l-a determinat să se ocupe de aviație.
Prima sa călătorie în aer a fost realizată la Calais în 1868, împreună cu Claude-Jules Dufour, iar balonul lui a plutit deasupra mării și a fost adus înapoi de către un curent de aer de sens opus. În septembrie 1870, în timpul Războiului Franco-Prusac, el a reușit să fugă cu balonul din Paris asediat de germani.
Cea mai aventuroasă călătorie a avut loc în apropiere de Paris, în aprilie 1875. El și tovarășii săi, jurnalistul Joseph Crocé-Spinelli și ofițerul naval Théodore Henri Sivel, au reușit să urce cu balonul la altitudinea record de 8.600 de metri (28.000 de picioare). Amândoi tovarășii săi au murit din cauza presiunii scăzute a aerului. Tissandier a supraviețuit, dar a devenit surd.
În 1883, Tissandier a montat un motor electric Siemens unui dirijabil, creând astfel primul aparat de zbor alimentat cu energie electrică.
Tissandier și-a raportat observațiile meteorologice Academiei Franceze de Științe. În 1873 el a fondat revista științifică săptămânală La Nature, pe care a editat-o până în 1896, după care a fost continuată de alții. De asemenea, el a scris mai multe cărți:

## Lucrări
- Eléments de Chimie (1870)
- L'Eau (1867)
- La Houille (1886)
- Histoire de mes ascensions récit de quarante voyages aériens (1868-1886) (1887; ediția germană, 1872)
- En ballon! Pendant le siège de Paris. Souvenirs d'un aéronaute (1871)
- Les Merveilles de la photographie (1874)
- Histoire de la gravure typographique (1875)
- Simples notions sur les ballons (1876)
- A history and handbook of photography (La photographie, 1873)
- Le Grand Ballon captif à vapeur de M. Henry Giffard (1879)
- Les Martyrs de la science (1879)
- Observations météorologiques en ballon. Résumé de 25 ascensions aérostatiques (1879)
- Les ballons dirigeables: Application de l'électricité à la navigation aerienne; [Ouvrage accompagné de 35 fig. et de 4 pl. hors texte] (1885)
- La photographie en ballon, avec une table (1886)
- Histoire des ballons et des aéronautes célèbres (1890)
- La Tour Eiffel de 300 mètres: description du monument, sa construction, ses organes mécaniques, son but et son utilité. Avec une lettre autographie de G. Eiffel (1889)
- Bibliographie aéronautique: Catalogue de livres d'histoire, de science, de voyages et de fantaisie, traitant de la navigation aérienne ou des aérostats (1887)

În afară de aceste lucrări științifice, Tissandier a publicat, de asemenea, mai multe lucrări pentru tineret, cum ar fi Les récréations scientifiques ou l'enseignement par les jeux (1880), probabil prima carte de experimente științifice simple pe care oricine le putea efectua în propria sa casă. Capitolele sale se bazau parțial pe coloana "physique sans appareils" (fizică fără aparate) din La Nature.

## Legături externe
- La Nature, complete year runs 1873–1905, digitized by Conservatoire National des Arts et Métiers, Paris
- Tissandier Collection from the Library of Congress.  Drawings, prints, and photographs by and collected by Gaston and Albert Tissandier.
- Works by Gaston Tissandier at Project Gutenberg
- Works by or about Gaston Tissandier at Internet Archive
- Gaston and Albert Tissandier Collection: Publications relating to the history of aeronautics, (1,800 titles dispersed in the collection). From the From the Rare Book and Special Collections Division at the Library of Congress
- Tissandier, Gaston (1887) Histoire des balons et des aéronautes célèbres Arhivat în 18 septembrie 2016, la Wayback Machine. - digital facsimile from the Linda Hall Library